# طلبة الطوباوية مريم العذراء

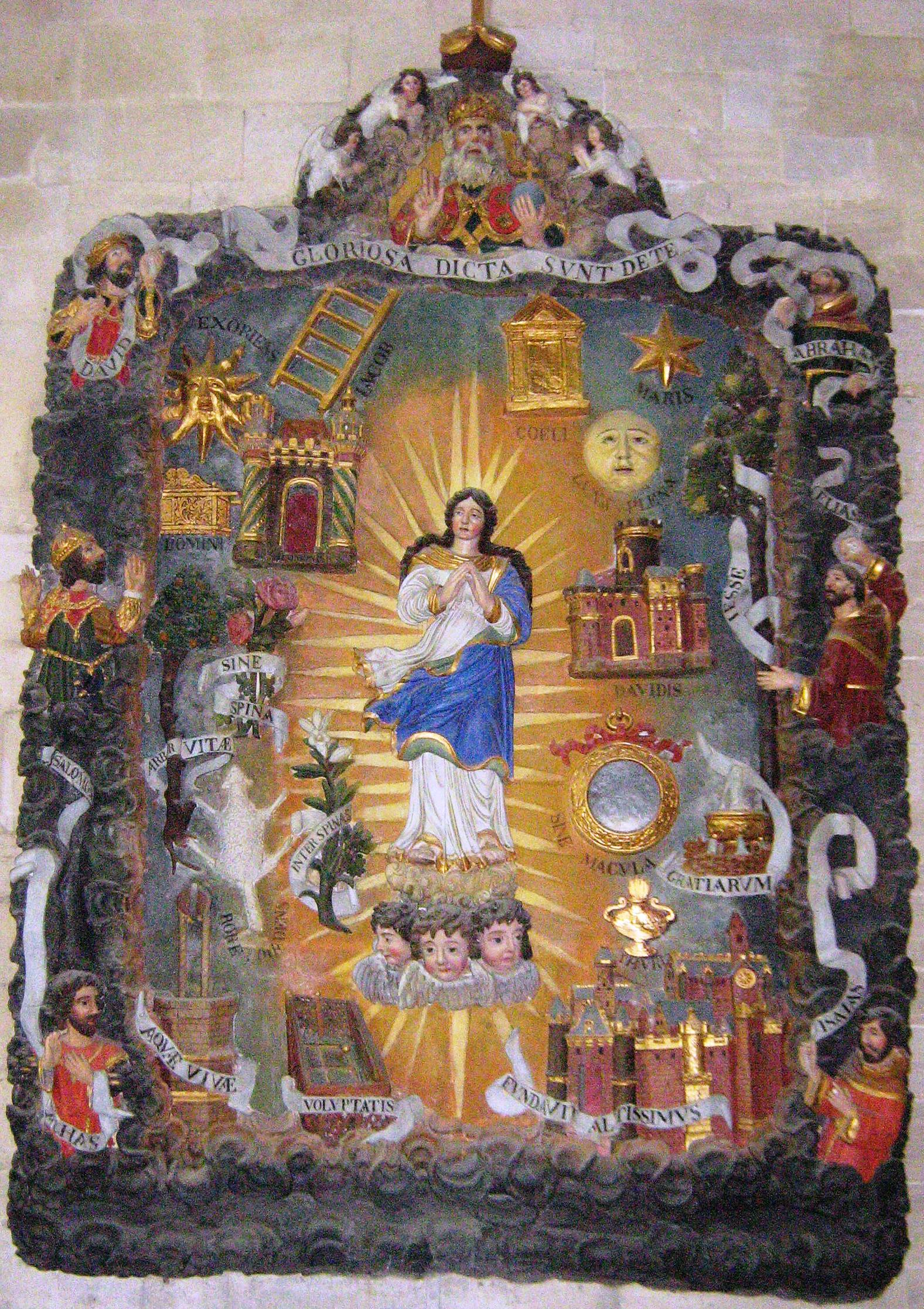
لوحة جدارية للقديسة مريم العذراء عليها رموز طلبة لوريتو في كاتدرائية بايو

طلبة الطوباوية مريم العذراء هي طلبة مريمية، أقرّها البابا سيكستوس الخامس عام 1587. تُعرف أيضًا باسم طلبة لوريتو (باللاتينية: Litaniae lauretanae)، نسبةً إلى أول مكان معروف لأصلها، وهو مزار سيدة لوريتو في إيطاليا، حيث سُجّل استخدامها هناك منذ عام 1558.
تحتوي الطلبة على العديد من الألقاب المستخدمة رسميًا وغير رسميًا للعذراء مريم، وغالبًا ما يتم تلاوتها كطلبة على شكل سؤال وجواب (نداء واستجابة) في إطار بين جوقين أو في مجموعات. يتم استخدامها لتلاوة أو ترتيل في نهاية المسبحة الوردية، وكعمل منفصل من أعمال الإكرام المريمية. وفي الحالة الأخيرة، على سبيل المثال، يمكن أن تشكل العنصر الرئيسي للاحتفال بالصلاة للعذراء مريم، أو أن تكون ترتيلة لتطواف أو زياح، أو تشكل جزءًا من الاحتفال بكلمة الله.
يُمنح غفران جزئي لأولئك الذين يتلون هذه الطلبة.

## خلفية
وفقًا لدليل التقوى الشعبية والليتورجية (DIRETTORIO SU  PIETÀ POPOLARE  E  LITURGIA):
توجد الطلبات ضمن الصلوات الموجهة إلى العذراء الطوباوية التي أوصت بها السلطة التعليمية. وهي تتكون من سلسلة طويلة من الابتهالات لسيدتنا، والتي تتبع إيقاعًا موحدًا، بالتالي تخلق تيارًا من الصلاة يتميز بالثناء المستمر والدعاء. تتكون الابتهالات، والتي تكون قصيرة جدًا في العادة، من جزأين: الأول هو الثناء (برج العذراء كليمنس)، والثاني هو الدعاء (تضرعي لأجلنا). تحتوي الكتب الليتورجية على طلبتين مريميتين: طلبة لوريتو، التي أوصى بها الباباوات الرومان مرارًا وتكرارًا؛ وطلبة تتويج صور العذراء مريم الطوباوية، والتي يمكن أن تكون بديلاً مناسبًا للطلبة الأخرى في مناسبات معينة. الطلبات هي تعبّدات مستقلة. إنها أعمال مهمة لتكريم العذراء مريم الطوباوية، أو كعناصر للزياحات والتطويفات، أو تشكل جزءًا من الاحتفال بكلمة الله، أو أعمال العبادة الأخرى.

## الشكل
من حيث الشكل، تعتمد طلبة لوريتو على تنظيم ثابت مشترك بين العديد من الطلبات المريمية التي كانت موجودة بالفعل خلال النصف الثاني من القرن 15، والتي ترتبط بدورها بسلسلة بارزة من الطلبات المريمية التي بدأت في الظهور في القرن 12 وتضاعفت في القرنين 13 و14. وقد تم اعتماد نص لوريتو في المزار، وبالتالي أصبح معروفًا أكثر من أي نص آخر، للعديد من الحجاج الذين توافدوا إلى هناك خلال القرن 16. انتشر النص في جميع أنحاء الأمة المسيحية، وفي نهاية المطاف حصل على الموافقة الكنسية.
هناك اثنا عشر ابتهال يشيرون إلى مريم باعتبارها أم؛ وستة ابتهالات تمجّدها باعتبارها بتول (عذراء). ثلاثة عشر لقبًا هي مشتقة من العهد القديم، تليها أربعة تدعوها كمعونة ومحامية. الابتهالات الثلاثة عشر الأخيرة تسمّي مريم كسلطانة (ملكة). في حزيران (يونيو) 2020، أضاف البابا فرنسيس ثلاث ابتهالات جديدة إلى الطلبة: "أم الرحمة" (بعد أم الكنيسة)، "أم الرجاء" (بعد أم النعمة الإلهية)، و"معونة المهاجرين" (بعد ملجأ الخطاة). وهذا يساوي أربعة عشر ابتهال يشير إلى مريم كأم وخمسة كمعونة.
تتم صلاة الطلبة على هذا النحو: أولاً يقول مترأس الصلاة ابتهالًا يليه الرد، "تضرعي لأجلنا".

## الطلبة
تمت ترجمة طلبة السيدة العذراء مريم إلى اللغة العربية على النحو التالي:
| النص اللاتينيّ | الترجمة العربية المعتمدة |
| --- | --- |
| Kyrie, eleison. ℟. Kyrie, eleison. Christe, eleison. ℟. Christe, eleison. Kyrie, eleison. ℟. Kyrie, eleison. Christe, audi nos. ℟. Christe, audi nos. Christe, exaudi nos. ℟. Christe, exaudi nos. Pater de caelis, Deus, ℟. miserere nobis. Fili, Redemptor mundi, Deus, ℟. miserere nobis. Spiritus Sancte, Deus, ℟. miserere nobis. Sancta Trinitas, unus Deus, ℟. miserere nobis.» Sancta Maria, ℟, ora pro nobis. Sancta Dei Genitrix, ℟ ora pro nobis. Sancta Virgo virginum, ℟ ora pro nobis. Mater Christi, ℟ ora pro nobis. Mater Ecclesiae, ℟ ora pro nobis Mater misericordiae, ℟ ora pro nobis. Mater divinae gratiae, ℟ ora pro nobis. Mater spei, ℟ ora pro nobis. Mater purissima, ℟ ora pro nobis. Mater castissima, ℟ ora pro nobis. Mater inviolata, ℟ ora pro nobis. Mater intemerata, ℟ ora pro nobis. Mater amabilis, ℟ ora pro nobis Mater admirabilis, ℟ ora pro nobis. Mater boni consilii, ℟ ora pro nobis. Mater Creatoris, ℟ ora pro nobis. Mater Salvatoris, ℟ ora pro nobis. Virgo prudentissima, ℟ ora pro nobis. Virgo veneranda, ℟ ora pro nobis. Virgo praedicanda, ℟ ora pro nobis. Virgo potens, ℟ ora pro nobis. Virgo clemens, ℟ ora pro nobis. Virgo fidelis, ℟ ora pro nobis. Speculum iustitiae, ℟ ora pro nobis. Sedes sapientiae, ℟ ora pro nobis. Causa nostrae laetitiae, ℟ ora pro nobis. Vas spirituale, ℟ ora pro nobis. Vas honorabile, ℟ ora pro nobis. Vas insigne devotionis, ℟ ora pro nobis. Rosa mystica, ℟ ora pro nobis. Turris Davidica, ℟ ora pro nobis. Turris eburnea, ℟ ora pro nobis. Domus aurea, ℟ ora pro nobis. Foederis arca, ℟ ora pro nobis. Ianua coeli, ℟ ora pro nobis. Stella matutina, ℟ ora pro nobis. Salus infirmorum, ℟ ora pro nobis. Refugium peccatorum, ℟ ora pro nobis. Solacium migrantium, ℟ ora pro nobis. Consolatrix afflictorum, ℟ ora pro nobis. Auxilium Christianorum, ℟ ora pro nobis. Regina Angelorum, ℟ ora pro nobis. Regina Patriarcharum, ℟ ora pro nobis. Regina Prophetarum, ℟ ora pro nobis. Regina Apostolorum, ℟ ora pro nobis. Regina Martyrum, ℟ ora pro nobis. Regina Confessorum, ℟ ora pro nobis. Regina Virginum, ℟ ora pro nobis. Regina Sanctorum omnium, ℟ ora pro nobis. Regina sine labe originali concepta, ℟ ora pro nobis. Regina in caelum assumpta, ℟ ora pro nobis. Regina sacratissimi Rosarii, ℟ ora pro nobis. Regina familiae, ℟ ora pro nobis. Regina pacis, ℟ ora pro nobis. Agnus Dei, qui tollis peccata mundi, ℟ parce nobis, Domine. Agnus Dei, qui tollis peccata mundi, ℟ exaudi nos, Domine. Agnus Dei, qui tollis peccata mundi, ℟ miserere nobis. | كِيرْيَا، إِلَيْسُونْ. ℟ كِيرْيَا، إِلَيْسُونْ. (يَا رَبُّ ٱرْحَمْ) كْرِيستِيَا، إِلَيْسُونْ. ℟ كْرِيستِيَا، إِلَيْسُونْ. (يَا مَسِيحُ ٱرْحَمْ) كِيرْيَا، إِلَيْسُونْ. ℟ كِيرْيَا، إِلَيْسُونْ. (يَا رَبُّ ٱرْحَمْ) يَا رَبَّنَا يَسُوعَ ٱلْمَسِيحَ. ℟ أَنْصِتْ إِلَيْنَا. يَا رَبَّنَا يَسُوعَ ٱلْمَسِيحَ. ℟ ٱسْتَجِبْ لَنَا. أَيُّهَا ٱلْآبُ ٱلسَّمَاوِيُّ، ٱللهُ، ℟ ٱرْحَمْنَا. يَا ٱبْنَ ٱللهِ، مُخَلِّصَ ٱلْعَالَمِ، ℟ ٱرْحَمْنَا. أَيُّهَا ٱلرُّوحُ ٱلْقُدُسُ، ٱللهُ، ℟ ٱرْحَمْنَا. أَيُّهَا ٱلثَّالُوثُ ٱلْقُدُّوسُ، ٱلْإِلَهُ ٱلْوَاحِدُ، ℟ ٱرْحَمْنَا. يَا قِدِّيسَةَ مَرْيَمَ، ℟ تَضَرَّعِي لِأَجْلِنَا. يَا وَالِدَةَ ٱللهِ، ℟ تَضَرَّعِي لِأَجْلِنَا. يَا عَذْرَاءَ ٱلْعَذَارَى، ℟ تَضَرَّعِي لِأَجْلِنَا. يَا أُمَّ سَيِّدِنَا يَسُوعَ ٱلْمَسِيحِ، ℟ تَضَرَّعِي لِأَجْلِنَا. يَا أُمَّ ٱلْكَنِيسَةِ، ℟ تَضَرَّعِي لِأَجْلِنَا. يَا أُمَّ ٱلرَّحْمَةِ، ℟ تَضَرَّعِي لِأَجْلِنَا. يَا أُمَّ ٱلنِّعْمَةِ ٱلْإِلَهِيَّةِ، ℟ تَضَرَّعِي لِأَجْلِنَا. يَا أُمَّ ٱلرَّجَاءِ، ℟ تَضَرَّعِي لِأَجْلِنَا. يَا أُمًّا طَاهِرَةً، ℟ تَضَرَّعِي لِأَجْلِنَا. يَا أُمًّا عَفِيفَةً، ℟ تَضَرَّعِي لِأَجْلِنَا. يَا أُمًّا غَيْرَ مُدَنَّسَةٍ، ℟ تَضَرَّعِي لِأَجْلِنَا. يَا أُمًّا بِغَيْرِ عَيْبٍ، ℟ تَضَرَّعِي لِأَجْلِنَا. يَا أُمًّا حَبِيبَةً، ℟ تَضَرَّعِي لِأَجْلِنَا. يَا أُمًّا عَجِيبَةً، ℟ تَضَرَّعِي لِأَجْلِنَا. [يَا أُمَّ ٱلْمَشُورَةِ ٱلصَّالِحَةِ، ℟ تَضَرَّعِي لِأَجْلِنَا.] يَا أُمَّ ٱلْخَالِقِ، ℟ تَضَرَّعِي لِأَجْلِنَا. يَا أُمَّ ٱلْمُخَلِّصِ، ℟ تَضَرَّعِي لِأَجْلِنَا. يَا بَتُولًا حَكِيمَةً، ℟ تَضَرَّعِي لِأَجْلِنَا. يَا بَتُولًا مُكَرَّمَةً، ℟ تَضَرَّعِي لِأَجْلِنَا. يَا بَتُولًا مَمْدُوحَةً، ℟ تَضَرَّعِي لِأَجْلِنَا. يَا بَتُولًا قَادِرَةً، ℟ تَضَرَّعِي لِأَجْلِنَا. يَا بَتُولًا حَنُونَةً، ℟ تَضَرَّعِي لِأَجْلِنَا. يَا بَتُولًا أَمِينَةً، ℟ تَضَرَّعِي لِأَجْلِنَا. يَا مِرْآةَ ٱلْعَدْلِ، ℟ تَضَرَّعِي لِأَجْلِنَا. يَا كُرْسِيَّ ٱلْحِكْمَةِ، ℟ تَضَرَّعِي لِأَجْلِنَا. يَا سَبَبَ سُرُورِنَا، ℟ تَضَرَّعِي لِأَجْلِنَا. يَا إِنَاءً رُوحِيًّا، ℟ تَضَرَّعِي لِأَجْلِنَا. يَا إِنَاءً مُكَرَّمًا، ℟ تَضَرَّعِي لِأَجْلِنَا. يَا إِنَاءَ ٱلْعِبَادَةِ ٱلْجَلِيلَةِ، ℟ تَضَرَّعِي لِأَجْلِنَا. يَا وَرْدَةً سِرِّيَّةً، ℟ تَضَرَّعِي لِأَجْلِنَا. يَا بُرْجَ دَاوُدَ، ℟ تَضَرَّعِي لِأَجْلِنَا. يَا بُرْجَ ٱلْعَاجِ، ℟ تَضَرَّعِي لِأَجْلِنَا. يَا بَيْتَ ٱلذَّهَبِ، ℟ تَضَرَّعِي لِأَجْلِنَا. يَا تَابُوتَ ٱلْعَهْدِ، ℟ تَضَرَّعِي لِأَجْلِنَا. يَا بَابَ ٱلسَّمَاءِ، ℟ تَضَرَّعِي لِأَجْلِنَا. يَا نَجْمَةَ ٱلصُّبْحِ، ℟ تَضَرَّعِي لِأَجْلِنَا. يَا شِفَاءَ ٱلْمَرْضَى، ℟ تَضَرَّعِي لِأَجْلِنَا. يَا مَلْجَأَ ٱلْخَطَأَةِ، ℟ تَضَرَّعِي لِأَجْلِنَا. يَا مَعُونَةَ ٱلْمُهَاجِرِينَ، ℟ تَضَرَّعِي لِأَجْلِنَا. يَا مُعَزِّيَةَ ٱلْحَزَانَى، ℟ تَضَرَّعِي لِأَجْلِنَا. يَا مَعُونَةَ ٱلْمَسِيحِيِّينَ، ℟ تَضَرَّعِي لِأَجْلِنَا. يَا سُلْطَانَةَ ٱلْمَلَائِكَةِ، ℟ تَضَرَّعِي لِأَجْلِنَا. يَا سُلْطَانَةَ ٱلْآبَاءِ، ℟ تَضَرَّعِي لِأَجْلِنَا. يَا سُلْطَانَةَ ٱلْأَنْبِيَاءِ، ℟ تَضَرَّعِي لِأَجْلِنَا. يَا سُلْطَانَةَ ٱلرُّسُلِ، ℟ تَضَرَّعِي لِأَجْلِنَا. يَا سُلْطَانَةَ ٱلشُّهَدَاءِ، ℟ تَضَرَّعِي لِأَجْلِنَا. يَا سُلْطَانَةَ ٱلْمُعْتَرِفِينَ، ℟ تَضَرَّعِي لِأَجْلِنَا. يَا سُلْطَانَةَ ٱلْعَذَارَى، ℟ تَضَرَّعِي لِأَجْلِنَا. يَا سُلْطَانَةَ جَمِيعِ ٱلْقِدِّيسِينَ، ℟ تَضَرَّعِي لِأَجْلِنَا. يَا سُلْطَانَةَ ٱلسَّمَوَاتِ وَٱلْأَرْضِ، ℟ تَضَرَّعِي لِأَجْلِنَا. يَا سُلْطَانَةً حُبِلَ بِهَا بِلَا دَنَسٍ، ℟ تَضَرَّعِي لِأَجْلِنَا. يَا سُلْطَانَةَ ٱلِٱنْتِقَالِ، ℟ تَضَرَّعِي لِأَجْلِنَا. يَا سُلْطَانَةَ ٱلْوَرْدِيَّةِ ٱلْمُقَدَّسَةِ، ℟ تَضَرَّعِي لِأَجْلِنَا. يَا سُلْطَانَةَ ٱلْعَائِلَاتِ، ℟ تَضَرَّعِي لِأَجْلِنَا. يَا سُلْطَانَةَ ٱلسَّلَامِ، ℟ تَضَرَّعِي لِأَجْلِنَا. يَا حَمَلَ ٱللهِ، ٱلْحَامِلَ خَطَايَا ٱلْعَالَمِ، ℟ أَنْصِتْ إِلَيْنَا. يَا حَمَلَ ٱللهِ، ٱلْحَامِلَ خَطَايَا ٱلْعَالَمِ، ℟ ٱسْتَجِبْ لَنَا. يَا حَمَلَ ٱللهِ، ٱلْحَامِلَ خَطَايَا ٱلْعَالَمِ، ℟ ٱرْحَمْنَا. |

والخطاب التالي هو:
تضرعي لأجلنا يا والدة الله القديسة، ℟ لكي نستحق مواعيد المسيح.
اَللَّهُمَّ يَا إِلَهَنَا، نَسْأَلُكَ، نَحْنُ عَبِيدُكَ، أَنْ نَنْعَمَ بِدَوَامِ صِحَّةِ الْعَقْلِ وَالْجَسَدِ، وَبِشَفَاعَةِ الْقِدِّيسَةِ مَرْيَمَ، الدَّائِمَةِ الْبَتُولِيَّةِ، أَنْ نُنْقَذَ مِنَ الْأَحْزَانِ الْحَاضِرَةِ، وَنَتَنَعَّمَ بِالسَّعَادَةِ الْأَبَدِيَّةِ. بِالْمَسِيحِ رَبِّنَا. آمِين.
أو يتم تلاوة هذه الصلاة:
إِلَى حِمَايَتِكَ نَلْتَجِئُ يَا وَالِدَةَ ٱللهِ ٱلْقِدِّيسَةَ، فَلَا تَغْفُلِي عَنْ طَلَبَاتِنَا، عِنْدَ ٱحْتِيَاجِنَا إِلَيْكَ، لَكِنْ نَجِّينَا دَائِمًا مِنْ جَمِيعِ ٱلْمَخَاطِرِ، أَيَّتُهَا ٱلْعَذْرَاءُ ٱلْمَجِيدَةُ ٱلْمُبَارَكَةُ.
- تَضَرَّعِي لِأَجْلِنَا يَا وَالِدَةَ ٱللهِ ٱلْقِدِّيسَةَ.
- لِكَيْ نَسْتَحِقَّ مَوَاعِيدَ ٱلْمَسِيحِ.

## تاريخ

### أصول
هناك نقص كبير في الأدلة الوثائقية المتعلقة بأصل طلبة لوريتو، ونمو وتطور الطلبة إلى الأشكال التي تُعرف بها، وكيف تمت الموافقة عليها نهائيًا لأول مرة من قبل الكنيسة الكاثوليكية في عام 1587. ويعلن بعض الكتاب أنهم لا يعرفون شيئًا عن أصلها وتاريخها؛ ويعزوها آخرون إلى ترجمة البيت المقدس (1294)؛ وآخرون إلى البابا سرجيوس الأول (687)؛ وآخرون أيضًا إلى غريغوريوس الكبير أو إلى القرن 5؛ بينما يعود آخرون إلى الكنيسة الأولى، وحتى العصر الرسولي. تشير النقدانية التاريخية إلى أنه تم تأليفه خلال أوائل القرن 16 أو نهاية القرن 15. قبل ذلك الوقت، كانت هناك طلبات لمريم العذراء - واحدة باللغة الغيلية، ربما من القرن 8، وأخرى في وقت لاحق، حيث كانت الابتهالات أطول بكثير من تلك الموجودة في طلبة لوريتو. بالنسبة للآخرين، تم توثيق الصيغ الأولى للطلبات المريمية من النصف الثاني من القرن 12 وتنبع من تطوير اللبّ المريميّ لطلبة القديسين، والتي نشأت في أوائل القرن 3.
أقدم صيغة تستمد منها الطلبات التي أخذت اسم Lauretane من مزار البيت المقدس في لوريتو، حيث تم ترتيلها في بداية القرن 16، هي مخطوطة في المكتبة الوطنية الفرنسية تحتوي على 73 ابتهال، بما في ذلك "يا زهرة العذرية/البتولية" (Flos virginitatis)، "يا نموذج القداسة" (Forma sanctitatis)، "يا نشيد السماء" (Hymnus cælorum)، و"يا حزن جهنم" (Luctus infernorum)، بالإضافة إلى الابتهالات المستخدمة حاليًا.
إن الابتهالات المريمية الـ 66 المذكورة في النص الباريسي أعلاه لها بالفعل بنية طلبة لوريتو، وهي مرتبة بشكل مماثل. يبدأ بثلاثة ابتهالات مأخوذة من طلبة جميع القديسين: "يَا قِدِّيسَةَ مَرْيَمَ" (Sancta Maria)، "يَا وَالِدَةَ ٱللهِ [القِدِّيسَة]" (Sancta Dei Genitrix)، و"يَا عَذْرَاءَ ٱلْعَذَارَى [القِدِّيسَة]" (Sancta Virgo Virginum)؛ تليها إحدى عشر ابتهال تُدعى فيها مريم "الأم" (باللاتينية: Mater)، ثم أربعة ابتهالات لها باعتبارها "معلمة" (Magistra) والتي اختفت منذ ذلك الحين، وثمانية ابتهالات تتوجه لمريم باعتبارها "بتول" أو "عذراء" (Virgo)، ثم ستة وعشرون لقبًا رمزانيًا من أصل توراتي وكتابي بشكل أساسي، وأخيرًا ثلاثة عشر ابتهال لمريم باعتبارها "ملكة" (Regina). إن الألقاب المختلفة التي كانت تُدعى بها مريم مستمدة من النصوص الليتورجية، المؤلفين المعاصرين، والعظات من زمن الملك شارلمان، مع روابط لنصوص أقدم مثل: يوحنا جيومتريس (القرن 10)، فينانتيوس فورتوناتوس (حوالي 530-660)، ترنيمة القيام (أكاثيست)، أفرام السرياني (حوالي 306-372).
أقدم نسخة مطبوعة تم اكتشافها حتى الآن هي نسخة ديلينجن في ألمانيا، التي يرجع تاريخها إلى عام 1558، بعنوان طلبة لوريتو أو ليتانيا لوريتانا (Letania Loretana)؛ أو "نظام طلبة السيدة كما تُتلى كل يوم سبت في لوريتو" (Ordnung der Letaney von unser lieben Frawen wie sie zu Loreto alle Samstag gehalten). من المؤكد إلى حد ما أنها نسخة من مخطوط سابقة، ولكن حتى الآن، فإن أقدم نسخة إيطالية معروفة يعود تاريخها إلى عام 1576. من المحتمل أن يكون القديس بطرس كانيسيوس قد نشر هذه النسخة من الطلبة وتداولها في ألمانيا. النص هو نفس النص الحالي، باستثناء وجود ابتهالات "يا أمًّا فائقة التقوى" (Mater piissima) و"يا أمًّا مدهشة" (Mater mirabilis)، حيث أصبحت الآن "يَا أُمًّا طَاهِرَةً" (Mater purissima) و"يَا أُمًّا عَجِيبَةً" (Mater admirabilis). إن الابتهالات "يَا أُمَّ ٱلْخَالِقِ" (Mater creationis) و"يَا أُمَّ ٱلْمُخَلِّصِ" (Mater salvatoris) مفقودة، على الرغم من أن هذا لابد أن يكون راجعًا إلى بعض الإغفال التحريري نظرًا لوجودها في كل مخطوط من هذه المجموعة؛ من ناحية أخرى، تم ادخال ابتهال "يَا مَعُونَةَ ٱلْمَسِيحِيِّينَ" (Auxilium christianorum) على الرغم من أنها لا تظهر في النصوص الأخرى. لم يكن من الممكن للبابا بيوس الخامس أن يدخل ابتهال "يَا مَعُونَةَ ٱلْمَسِيحِيِّينَ" (Auxilium christianorum) في عام 1571 بعد معركة ليبانتو، كما ورد في الدرس السادس من كتاب صلوات ليتورجيا الساعات الروماني لعيد مريم، معونة المسيحيين (24 أيار)، وإلى هذا الاستنتاج يضيف نص ديلينجن أدلة لا تقبل الجدل.

## توسيع
كان البابا بيوس الخامس قد أصدر مرسومًا رسميًا في 20 آذار (مارس) 1571، نُشر في 5 نيسان (أبريل)، ألغى فيه جميع الرتب الموجودة للعذراء مريم، رافضًا بشكل عام جميع الصلوات الواردة فيها، واستبدلها برتب العذراء (Officium B. Virginis) بدون تلك الصلوات وبالتالي بدون أي طلبة. ويبدو أن هذا الإجراء الذي اتخذه البابا دفع رجال الإكليروس في لوريتو إلى الخوف من أن يكون نص طلبتهم محظورًا أيضًا. على أية حال، من أجل الحفاظ على العادة القديمة المتمثلة في ترتيل الطلبة كل يوم سبت إكرامًا للعذراء، تمت كتابة نص جديد يحتوي على مدائح مأخوذة مباشرة من الكتاب المقدس ويتم تطبيقها عادة على العذراء في الخدم الليتورجية. تم تلحين هذه الطلبة الجديدة بواسطة رئيس جوقة بازيليك لوريتو، كونستانزو بورتا (Costanzo Porta)، وتم طباعتها في البندقية في عام 1575. إنه أقدم تلحين موسيقي معروف لطلبة مريمية. في العام التالي (1576)، تمت طباعة هذه الطلبات الكتابية لاستخدامها من قبل الحجاج.
في 5 شباط (فبراير) 1578، أرسل رئيس شمامسة لوريتو، جوليو كانديوتي (Giulio Candiotti)، إلى البابا غريغوريوس الثالث عشر "تسابيح جديدة أو طلبات للعذراء كلية القداسة، مأخوذة من الكتب المقدسة"، مع موسيقى بورتا، معربًا عن رغبته في أن يطلب البابا ترتيلها في بازيليك القديس بطرس وفي الكنائس الأخرى كما كانت العادة في لوريتو. إن رد البابا مجهول حتى يومنا، ولكن لدينا رأي عالم اللاهوت الذي أحيل إليه الأمر، والذي يمدح فيه تأليف الطلبات الجديدة، ولكنه لا يرى أنه من المناسب إدخالها إلى روما أو استخدامها في الكنيسة بناءً على سلطة البابا، وخاصة لأن البابا الراحل بيوس الخامس "في إصلاحه لخدم القداس الصغيرة للعذراء الطوباوية ألغى تمامًا، من بين أمور أخرى، بعض الطلبات المماثلة للعذراء الطوباوية والتي كانت موجودة في الخدم القديمة". وخلص الحكم إلى أن الطلبات يمكن ترتيلها في لوريتو باعتبارها تعبّد مناسبة لهذا المزار، وإذا أراد آخرون تبنيها فيمكنهم القيام بذلك عن طريق التعبّد الخاصة أو الشخصيّ.
وبعد فشل هذه المحاولة، بدأت الطلبات الكتابية تفقد شعبيتها على الفور، وتم إحياء نص لوريتو. وفي دليل آخر للحجاج، نُشر عام 1578، تم حذف الطلبات الكتابية، وظهر نص لوريتو القديم. تم ادخال نص لوريتو في أماكن أخرى، وحتى وصل إلى روما، عندما أعطى البابا سيكستوس الخامس، الذي كان يكن إكرمًا فريدًا للوريتو، بموجب مرسوم "للعودة" (Reddituri) بتاريخ 11 تموز (يوليو) 1587، موافقة رسمية عليها، كما فيما يتعلق بطلبة اسم يسوع الأقدس، وأوصى الوعاظ في كل مكان بنشر استخدامه بين المؤمنين.
وعلى قوة هذا الدافع المعطى لطلبة لوريتو، بدأ بعض الكتاب الزاهدين في نشر عدد كبير من الطلبات تكريمًا للمسيح المخلص، العذراء، والقديسين، والتي كانت في كثير من الأحيان غير مستحسنة وتحتوي على تعبيرات غير تقليدية من الناحية اللاهوتية، لذلك أصدر البابا اكليمنضس الثامن (6 أيلول 1601) مرسومًا صارمًا من المجمع المقدس، والذي بينما أيد الطلبات الواردة في الكتب الليتورجية وكذلك طلبة لوريتو، حظر نشر الطلبات الجديدة، أو استخدام تلك المنشورة بالفعل في العبادة العامة، دون موافقة مجمع الطقوس.
في روما، تم إدخال طلبة لوريتو إلى كنيسة القديسة مريم الكبرى (Santa Maria Maggiore) على يد الكاردينال فرانشيسكو توليدو (Francesco Toledo) في عام 1597؛ وفي عام 1613، أمر البابا بولس الخامس بترتيلها في تلك الكنيسة، صباحًا ومساءً، أيام السبوت، في ليالي الأعياد (أو السهرانيّات [vigilia])، وأعياد السيدة العذراء. ونتيجة لهذا المثال، بدأ استخدام طلبة لوريتو، ولا تزال تستخدم على نطاق واسع، في جميع كنائس روما. أمر الدومينيكان، في مجمعهم العام الذي عقد في بولونيا عام 1615، بتلاوتها في جميع أديرة رهبانيتهم بعد خدمة القداس يوم السبت في نهاية صلاة "السلام عليك أيتها الملكة" (Salve Regina) المعتادة. تم تضمين طلبة لوريتو لأول مرة في "الطقس الروماني" (Rituale Romanum) في عام 1874، وكان ذلك كملحق.

## إضافات
- قام الدومينيكان بإدخال ابتهال سلطانة الوردية المقدسة (Regina sacratissimi rosarii) في الطلبة، ويظهر الابتهال مطبوعًا لأول مرة في كتاب صلوات الفرض الدومينيكاني المؤرخ عام 1614، كما أشار الأب والش الدومينيكاني، في كتابه اللوح (The Tablet)، 24 تشرين الأول 1908. على الرغم من أنه بموجب المرسوم الصادر عام 1631، وبموجب مرسوم البابا الاسكندر السابع (1664)، كان من المحظور تمامًا إجراء أي إضافات على الطلبة، إلا أن مرسومًا آخر صادرًا عن مجمع الطقوس، بتاريخ 1675، سمح لأخوية الوردية بإضافة ابتهال (Regina sacratissimi rosarii)، وقد تم تحديد ذلك للكنيسة بأكملها من قبل البابا لاون الثالث عشر في 24 كانون الأول (ديسمبر) 1883، ليلة عيد الميلاد ذلك العام.
- تمت إضافة ابتهال سلطانة جميع القديسين من قبل البابا بيوس السابع عندما عاد إلى روما بعد سجنه الطويل بأمر من نابليون.[12]
- في عام 1766، منح البابا اكلمنضوس الثالث عشر إسبانيا امتياز إضافة ابتهال "يا أمًّا [حبل بها] بلا دنس" (Mater immaculata) بعد ابتهال "يَا أُمًّا بِغَيْرِ عَيْبٍ" (Mater intemerata)، والذي لا يزال معتدًّا به في إسبانيا، على الرغم من إضافة "يَا سُلْطَانَةً حُبِلَ بِهَا بِلَا دَنَسٍ" (Regina sine labe originali Concepta). لقد منح البابا بيوس التاسع هذا الابتهال الأخير في الأصل لأسقف مشلين في عام 1846، وبعد تعريف معنى الحبل بلا دنس (1854)، سمح المجمع من خلال مراسيم مختلفة للعديد من الأبرشيات بإجراء إضافة مماثلة، بحيث أصبحت في وقت قصير الممارسة العالمية.[11] منح البابا غريغوريوس السادس عشر (1831-1846) لقب السلطانة الحبل بها بلا الخطيئة الأصلية من عام 1839 إلى بعض الأبرشيات؛[13] ومنحه البابا بيوس التاسع (1846-1878) في عام 1846 إلى أبرشية مالينيس. وبعد تعريف عقيدة الحبل بلا دنس (8 كانون الأول 1854)،[14] أذن المجمع المقدس للطقوس من خلال مراسيم مختلفة للعديد من الأبرشيات بإضافة هذا، بحيث أصبح في وقت قصير ممارسة عالمية (لم تصبح الإضافة إلزامية أثناء حبرية البابا بيوس التاسع، لدرجة أنه يشار إليها على أنها اختيارية للأبرشيات التي حصلت على الغفران الرسولي في الطقس الروماني (Rituale Romanum) لعام 1881
- بموجب مرسوم صادر في 22 نيسان (أبريل) 1903، أضاف البابا لاون الثالث عشر ابتهال "يَا أُمَّ ٱلْمَشُورَةِ ٱلصَّالِحَةِ" (Mater boni consilii)، والذي كان موجودًا في الطلبة المريمية المستخدمة لعدة قرون في بازيليكك القديس مرقس في البندقية، تحت صيغة "يا أم المشورة الحقيقية" (Mater veri consilii).[11] لا يظهر هذا الابتهال في معظم الترجمات العربية لأسباب غير معلومة، على رغم أنه معتمد رسميًّا من قبل الكنيسة الجامعة.
- تم إضافة يا سلطانة السلام بناءً على أمر البابا بينيديكتوس الخامس عشر في عام 1916.[15]
- في لبنان، تنتشر ابتهالات اضافيّة في الطلبة أبرزها: "يَا أَرْزَةَ لُبْنَانَ" قبل ابتهال "يَا بُرْجَ دَاوُدَ" ضمن الابتهالات التوراتية والكتابية للعذراء؛ "يَا سُلْطَانَةَ ٱلسَّمَوَاتِ وَٱلْأَرْضِ" بعد "يَا سُلْطَانَةَ جَمِيعِ ٱلْقِدِّيسِينَ" ضمن الابتهالات الملوكية؛ ونادرًا جدًّا "يا سيدة لبنان" أو "يا سلطانة لبنان" في آخر الطلبة. يرجّح الكثيرون أن يكون ابتهال "يَا أَرْزَةَ لُبْنَانَ" مضاف من قبل البطريرك المكرم الياس بطرس الحويك، البطريرك الماروني مؤسس دولة لبنان الكبير (1920)، إثر تدشين مزار سيدة لبنان في حريصا (عام 1907) نظرًا لأهمية العذراء البيبلية؛ بينما يرجح آخرون أنه من الأب الطوباوي يعقوب حداد الكبوشي؛ وآخرون أن أصل الابتهال مجهول وقد يعود إلى الألقاب المريمية الكتابية الشعبية في المخطوطات المارونية السريانية، إلا أنه قد يكون مضاف إلى الطلبة بعد رسالة البابا بيوس الثاني عشر إلى المؤتمر المريمي في لبنان (1954) حيث قابل مريم العذراء بأرز لبنان.
- في عام 1950 أضاف البابا بيوس الثاني عشر لقب السلطانة المنتقلة إلى السماء (يَا سُلْطَانَةَ ٱلِٱنْتِقَالِ).
- في عام 1980 أضاف البابا يوحنا بولس الثاني لقب أم الكنيسة. تمت إضافة ابتهال "سلطانة العائلات" في 31 كانون الأول (ديسمبر) 1995، ليلة رأس السنة المسيحية وعيد ختانة المسيح، أيضًا من قبل البابا يوحنا بولس الثاني.[16]
- في 20 حزيران (يونيو) 2020، خلال عيد قلب مريم الطاهر، أضاف البابا فرنسيس ثلاث ابتهالات: يا أمّ الرحمة، يا أمّ الرّجاء، ويا معونة المهاجرين.[17][18]

## غفرانات
يمنح كتيب الغفرانة (Enchiridion Indulgentiarum) لعام 2004 غفرانًا جزئيًا للمؤمنين الذين يصلون الطلبات بتقوى.

## الإعدادات الموسيقية
- توماس لويس دي ڤيكتوريا (Tomás Luis de Victoria)، "طلبة العذراء لجوقتين" (Litanies de la Vierge).
- جوڤاني پييرلويجي دا پاليسترينا (Giovanni Pierluigi da Palestrina)، 11 "طلبة العذراء لـ 3، 4، 5، و8 أصوات" (11 Litanies de la Vierge).
- توماس طاليس (Thomas Tallis)، "الطلبة" (Laetania)، لـ 5 أصوات.
- ويليام بيرد (William Byrd)، "الطلبة" (Laetania)، لـ 4 أصوات.
- أليساندرو ڠراندي (Alessandro Grandi)، "طلبة الطوباوية مريم العذراء" (Litaniae Beatae Mariae Virginis)، لـ 5 أصوات (1614).
- پول دامانس (Paul Damance)، "طلبات العذراء القديسة" (Les Litanies de la Saint Vierge) (1707).
- يان ديسماس زيلينكا (Jan Dismas Zelenka)، 10 "طلبات" (Litanies) ZWV 147–157.
- يوهان شتاميتز (Johann Stamitz) (1717-1757)، "طلبة لوريتو بالـ دو الكبير لصوت منفرد وجوقة وأوركسترا" (Litaniae Lauretanae en do majeur pour voix seule, chœur et orchestre).
- ميشيل-ريشار دي لالاند (Michel-Richard de Lalande)، "طلبات العذراء القديسة لأربعة أجزاء" (Litanies de la Saint Vierge à quatre parties) (فُقدت الموسيقى).
- مارك-أنطوان شارپونتييه (Marc-Antoine Charpentier): 9 "طلبات مريم العذراء" (Litanies de La Vierge Marie):
  - H.82، لـ 3 أصوات وباسو كونتينو.
  - H.83، لـ 6 أصوات و2 كمان جهيري ثلاثي.
  - H.84، لـ 3 أصوات، آلتين ثلاثيتين، وباسو كونتينو.
  - H.85، لمنشدين منفردين، جوقة، فلوت، وتريات، وباسو كونتينو.
  - H.86، لـ 3 أصوات وباسو كونتينو.
  - H.87، لمنشدين منفردين، جوقة، وباسو كونتينو.
  - H.88، لمنشدين منفردين وجوقة وباسو كونتينو.
  - H.89، لمنشدين منفردين وجوقة وباسو كونتينو.
  - H.90، لمنشدين منفردين وجوقة وباسو كونتينو. (1680 - 1690).
- هنري دو مون (Henry Du Mont)، "طلبات العذراء" (Les Litanies de la Vierge) لـ 5 أصوات وباسو كونتينو (1657)، الكتاب الثاني.
- پاولو لورينزاني (Paolo Lorenzani)، "طلبات للعذراء" (Les Litanies à la Vierge)، لـ 4 أصوات وباسو كونتينو (بعد 1694).
- فرانتشيك توما (František Tůma)، 20 "طلبات مريم العذراء" (Litanies de la Vierge Marie).
- شارل د'أمبليڤيل (Charles d'Ambleville)، "طلبات العذراء" (Litanies de la Vierge).
- جان-باتيست جيوفروي (Jean-Baptiste Geoffroy)، 4 "طلبات العذراء القديسة" (Litanies de la Sainte Vierge).
- ڤولفڠانڠ أماديوس موزارت (Wolfgang Amadeus Mozart): "طلبة لوريتو" (Litaniae Lauretanae) KV 109 و KV 195.
- يوسف هايدن (Joseph Haydn)، 12 "طلبات" (Litanies)؛ (7 في دو، Hob. XXIIIc2, 3, 4, 16, 17, 18, و 20؛ 2 في ري. Hob. XXIIId 6 & 7؛ 2 في فا. Hob. XXIIIf3 & 4؛ 1 في صول. Hob.XIIIg2).
- لويجي كاروبيني (Luigi Cherubini)، "طلبات العذراء" (Litanies de la Vierge)، لجوقة (4 أصوات) وأوركسترا (1820).
- شارل ڠونو (Charles Gounod)، "طلبات العذراء القديسة" (Litanies de la Sainte Vierge)، لجوقة مختلطة وأرغن (1888).
- سيزار فرانك (César Franck)، "طلبات العذراء القديسة" (Litanies de la Sainte Vierge)، لـ 4 أصوات وأرغن (1888).
- جول ماسنيه (Jules Massenet)، "طلبات العذراء القديسة" (Litanies de la Sainte Vierge)، لجوقة وأرغن أو هارمونيوم (1888).
- إرنست رييه (Ernest Reyer)، "طلبات العذراء القديسة" (Litanies de la Sainte Vierge)، لـ 3 أو 4 أصوات (1888).
- أمبواز توماس (Ambroise Thomas)، "طلبات العذراء القديسة" (Litanies de la sainte Vierge)، لـ 3 أو 4 أصوات (1888).
- أليكساندر ڠويلمانت (Alexandre Guilmant)، 5 "طلبات تكريمًا للعذراء الطوباوية مريم" (litanies en l'honneur de le Bienheureuse Vierge Marie)، لـ 1 أو 2 أو 3 أو 4 أصوات وأرغن أو هارمونيوم (1877).
- ليو ديليب (Léo Delibes)، "طلبات العذراء القديسة" (Litanies de la Sainte Vierge)، لجوقة من 4 أصوات مختلطة وأرغن أو هارمونيوم (1867).
- سيمون ماير (Simon Mayr)، "طلبة لوريتو" (Litaniae Lauretanae) في لا الكبير.
- فرنسيس پولنك (Francis Poulenc)، "طلبات للعذراء السوداء" (Litanies à la Vierge Noire) (1936).
- كميل سانت-صاينس (Camille Saint-Saëns)، "طلبات للعذراء القديسة" (Litanies à la Sainte Vierge) لعازف منفرد وأرغن (1917).
- يوسف أوير (Joseph Auer)، "طلبة لوريتو" (Lauretanische Litanei) (1890).
- يوهانيس هابرت (Johannes Habert)، "طلبة لوريتو في لا الكبير، رقم 2" (Lauretanische Litanei in A dur, N°2") (1877).
- جيهان آلان (Jehan Alain)، "طلبات للأرغن" (Litanies for organ)، مصنف 119A (1939).
- سيرجيو أنطونيو ديل ريو (Sergio Antonio del Rio)، "طلبة لأم الرب" (Litanei zur Muttergottes) (1998).
- ڠيلبرت أمي (Gilbert Amy)، "طلبات لرونشامب" (Litanies pour Ronchamp) (2005).

- تييري إسكايش (Thierry Escaich)، "طلبات ليوبيل" (Litanies pour un jubilé) (2015).

لدى الكروات العديد من الإعدادات الموسيقية الشعبية المختلفة (الألحان) للطلبات (في الهرسك، سولين وما إلى ذلك).
في لبنان، ولدى أتباع الكنائس الكاثوليكيّة، وخاصةً المارونية، يتم اعتماد لحن شعبي لترتيل طلبة العذراء بين جوقين، على نغم ثابت، حيث يقول الجوق الأول ابتهال، فيليه الجوق الثاني بابتهال، ليليه الجوق الأول بـ 3 ابتهالات متواصلة.

## روابط خارجية
- طلبة لوريتو في سياقها، جامعة دايتون
- طلبة مريم العذراء باللغة العربية، موقع إڤانجيليزو